# Veia antebraquial mediana
Veia antebraquial mediana é uma veia do corpo humano que é intermédia do cotovelo passa obliquamente através da face anterior do cotovelo e se une a veia basílica.